# نخل اسکندر
نخل اسکندر (نام علمی: Archontophoenix alexandrae) نام یک گونه از سرده نخل‌های سالار است.